# Vesuvio Cup 2021
Il Vesuvio Cup 2021 è stato un torneo maschile di tennis giocato sulla terra rossa. È stata la 1ª edizione del torneo, facente parte della categoria Challenger 80 nell'ambito dell'ATP Challenger Tour 2021. Si è giocato allo Sporting Poseidon di Ercolano, in Italia, dall'11 al 17 ottobre 2021.

## Partecipanti

### Teste di serie
| Nazionalità | Giocatore               | Ranking* | Testa di serie |
| ----------- | ----------------------- | -------- | -------------- |
| Argentina   | Federico Coria          | 67       | 1              |
| Italia      | Marco Cecchinato        | 82       | 2              |
| Francia     | Hugo Gaston             | 112      | 3              |
| Slovacchia  | Alex Molčan             | 117      | 4              |
| Paesi Bassi | Tallon Griekspoor       | 118      | 5              |
| Slovacchia  | Andrej Martin           | 120      | 6              |
| Spagna      | Bernabé Zapata Miralles | 122      | 7              |
| Germania    | Yannick Hanfmann        | 125      | 8              |

* Ranking al 4 ottobre 2021.

### Altri partecipanti
I seguenti giocatori hanno ricevuto una wild card per il tabellone principale:
- Matteo Arnaldi
- Jacopo Berrettini
- Raul Brancaccio

Il seguente giocatore è entrato in tabellone con il ranking protetto:
- Filippo Baldi

Il seguente giocatore è entrato in tabellone in tabellone come alternate:
- Andrea Arnaboldi

I seguenti giocatori sono passati dalle qualificazioni:
- Luciano Darderi
- Jonáš Forejtek
- Álvaro López San Martín
- Alexander Ritschard

Il seguente giocatore è entrato in tabellone in tabellone come lucky loser:
- Evan Furness

## Campioni

### Singolare
Tallon Griekspoor ha sconfitto in finale  Alexander Ritschard con il punteggio di 6–3, 6–2.

### Doppio
Marco Bortolotti /  Sergio Martos Gornés hanno sconfitto in finale  Dustin Brown /  Andrea Vavassori con il punetggio di 6–4, 3–6, [10–7].